# 建騰創達科技
建騰創達科技股份有限公司（英語：ACTi）成立於2003年，總部位於台北市內湖區，分部位於美國加利福尼亞洲爾灣。其以傳統監控系統製造商起家，近年則致力於利用人工智慧（AI） 、物聯網（IoT）及雲端大數據等創新技術做商業智能解決方案。憑藉其創新的業務戰略，在2016年被《A&S》雜誌評為世界前50的安防廠商。
ACTi是台灣第一家將資料演算法加入網路攝影機的領導廠商。基於對市場需求的了解，透過動態影像分析，將數據資料轉化為容易理解的視覺化圖表，並提供完整數據分析及客製化加值服務。藉由與理光、亞馬遜、微軟等夥伴的策略合作，ACTi幫助零售業、工廠、物流業、銀行及其他垂直市場的客戶優化其管理效能及營運收益。